# Cystobasidiomycetes
Classe
Les Cystobasidiomycetes sont une classe de champignons basidiomycètes.

## Liste des ordres
- Buckleyzymales
- Cystobasidiales
- Erythrobasidiales
- Naohideales
- Sakaguchiales